# 蘭陽溪口水鳥保護區
蘭陽溪口水鳥保護區位於臺灣宜蘭縣境內的蘭陽溪、宜蘭河及冬山河出海口，即台2線北部濱海公路噶瑪蘭大橋以東一帶溼地。
1972年，交通部觀光局劃為「雁鴨保護區」；1984年，內政部劃設「蘭陽海岸保護區」；1996年，農委會依《野生動物保育法》公告為「宜蘭縣蘭陽溪口野生動物重要棲息環境」，宜蘭縣政府同年公告為「蘭陽溪口水鳥保護區」。
本區位於東北角暨宜蘭海岸國家風景區內，為宜蘭平原上的知名賞鳥據點，歷年來共紀錄到鳥類236種，鷗科鳥類終年可見，是臺灣鷗科種類最多的地方。

## 範圍
西以臺2線北部濱海公路之噶瑪蘭大橋為界，東至低潮線沙灘、沙洲以內，南從噶瑪蘭大橋以下沿宜2線五結堤防道路至大錦閘門北端橋頭向東延伸至海岸低潮線止，北從噶瑪蘭大橋以下沿宜蘭河及美福大排水線匯合處北岸依鄉界線延伸至海口。面積206公頃。

## 外部連結
- 國家重要濕地保育計畫：蘭陽溪口濕地 （页面存档备份，存于）